# بقعه سیدعبدالله برزش‌آباد
بقعهٔ سیدعبدالله برزش‌آباد؛ نام بقعه‌ای تاریخی مربوط به اواخر دورهٔ صفوی است و در شهرستان مشهد، شرق روستای برزش‌آباد واقع شده و این اثر در تاریخ ۱۷ خرداد ۱۳۸۵ با شمارهٔ ثبت ۱۵۵۶۲ به‌عنوان یکی از آثار ملی ایران به ثبت رسیده‌است.